# هاري سورينسن
هاري سورينسن (بالدنماركية: Harry Sørensen)‏ هو راكب الكنو دنماركي، ولد في 2 ديسمبر 1946، وتوفي في 11 مارس 2015.

## وصلات خارجية
- هاري سورينسن على موقع أوليمبيديا (الإنجليزية)